# パイロケット
パイロケットとは、東京大学生産技術研究所AVSA（Avionics and Supersonic Aerodynamics：航空及び超音速空気力学）班（現宇宙航空研究開発機構宇宙科学研究所）が開発し、日本冶金工業が製造した観測ロケットである。

## 概要
ベビーロケットによる飛翔実験を終えたAVSA班が次の段階として考案し、カッパロケットやシグマロケットと共に開発が進められたロケットである。ロックーン用ロケットの質量比向上による高度性能の向上を主な目的としており、パイという名称はプラスチック (Plastic) の頭文字であるPに相当するギリシャ文字のアルファベット、πに由来する。1958年初頭にπT型3機が秋田ロケット実験場から打ち上げられ、高度2.5kmに達した。

## 技術的特徴
ロケットのほぼすべてがポリエステル製であり、これは世界で初めてのものであった。モータケースへのプラスチック材の採用により質量比が格段に向上し、当時の世界最高水準を実現した。開発成果は、Σ-4の開発に活かされた。
この方向性はK-10 8号機やM-3H 3号機などの上段モータに受け継がれ、M-V 5号機以降に至っては第1段以外すべてのロケットモータがCFRP製となっている。特にM-V上段の質量比の良さは、世界中の多くの学者から絶賛された。

## 関連事項
- 観測ロケット
- 宇宙科学研究所
  - ペンシルロケット
  - ベビーロケット
  - アルファロケット
  - シグマロケット
  - カッパロケット